# HD 1461 b
HD 1461 b는 G형 주계열성 HD 1461 주위를 돌고 있는 외계 행성이다. b의 어머니 항성 HD 1461은 태양보다 모든 면에서 약간씩 크고, 뜨겁고, 좀 더 밝은 주계열성이다. 이 행성은 지구로부터 약 76 광년 떨어진 곳에 있다. b의 최소 질량은 지구의 약 8.1배이며 원에 가까운 궤도(이심률 0.04)를 그리면서 머항성으로부터 약 0.063434 천문 단위 떨어져 돌고 있다. 현재로서는 b가 천왕성이나 해왕성과 같은 가스 행성일지, CoRoT-7 b와 같은 슈퍼지구일지 정체가 정확히 밝혀지지 않았다. 2009년 12월 14일 켁 천문대와 앵글로-오스트레일리안 천문대에서 시선 속도법을 이용하여 발견했다.